# Halldóra Bjarnadóttir

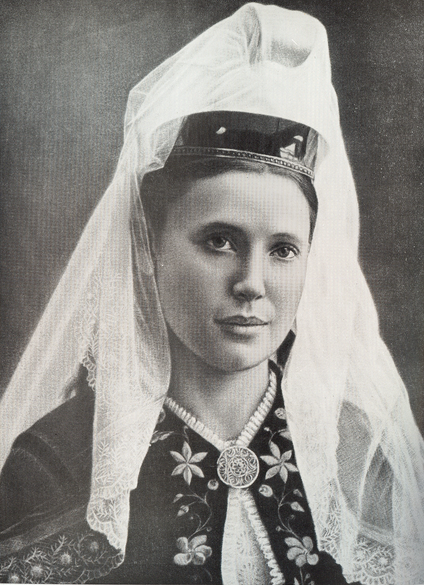
Halldóra Bjarnadóttir (1897)

Halldóra Bjarnadóttir (* 14. Oktober 1873 in Vatnsdalur; † 27. November 1981 in Blönduós) war eine isländische Lehrerin, Politikerin und Autorin, die sich für die heimische Textilwirtschaft und das textile Kunsthandwerk engagierte. Sie wurde 108 Jahre alt und war damit die bis dahin älteste Isländerin.

## Biographie
Die Eltern von Halldóra Bjarnadóttir waren Björg Jónsdóttir aus Háagerði und Bjarni Jónasson; sie bewirtschafteten einen Bauernhof. Der Autor und Fokloresammler Jón Árnason war ein Pflegebruder von Björg. Als Halldóra zehn Jahre alt war, ließen sich die Eltern scheiden, und der Vater wanderte in die USA aus. Halldóra und ihre Mutter zogen nach Reykjavík. Mit 17 Jahren sammelte sie erste Erfahrungen als Privatlehrerin und gab auch Handarbeitskurse. 1896 ging sie nach Oslo, um sich mit finanzieller Unterstützung einer Freundin und ihres Vaters als Lehrerin ausbilden zu lassen. Dort lernte sie den Pionier der isländischen Bildung, Guðmundur Finnbogason, kennen. In Oslo hatte sie einen großen Freundeskreis, und sie war eine der Gründerinnen des dortigen isländischen Vereins. Von 1899 bis 1900 arbeitete sie als Lehrerin an einer Schule in Reykjavík und unterrichtete zudem Religion und Erdkunde an einer Schule für Frauen. Als ihr Gehalt nicht wie von ihr gefordert erhöht wurde, ging sie im Jahr 1900 in Begleitung ihrer Mutter nach Norwegen, um dort zu unterrichten. Halldóras Mutter führte der Tochter, die keine Hausarbeit mochte, den Haushalt, so dass sie in diesem Sinne ein männliches Leben führte, das ihr eine Frau ermöglichte.
1907 wurde in Island die allgemeine Schulpflicht eingeführt, und Halldóra bewarb sich erfolgreich für eine Stelle als Direktorin einer Schule in Akureyri, als eine der ersten Frauen in Island. Sie legte großen Wert auf Allgemeinbildung, auf Zeichen- und Handarbeitsunterricht für Jungen und Mädchen sowie auf religiöse Erziehung;  Spiele und Gesang waren Teile des Unterrichts. Sie ließ einen Spielplatz an der Schule bauen, richtete eine Schulbibliothek ein sowie eine Strick- und Nähwerkstatt. Der christliche Glaube nahm eine zentrale Rolle im Unterricht ein. Schätzungsweise rund 500 Mädchen und Frauen besuchten in dieser Zeit zudem ihre Handarbeitskurse.
Ihre ungewöhnliche Art, die Schule zu leiten, stand oft in der Kritik, so dass Halldóra schließlich im Winter 1918 kündigte. Sie lebte jedoch bis Herbst 1922 weiter in Akureyri und gab Kurse in Nähen und Weben. Bei den Kommunalwahlen 1910 und 1921 stand sie an erster Stelle und bei den Althing-Wahlen 1922 und 1926 an dritter Stelle der Frauenliste. Sie saß im Stadtrat von Akureyri und im Schulausschuss. 1913 war sie eine der Gründerinnen des Verbandes für die heimische Industrie Islands, und 1914 initiierte sie die Gründung eines Vereins für Frauen im Norden des Landes. Halldóra wurde zum ersten Vorsitzenden dieses Vereins gewählt und blieb dies ein Jahrzehnt lang.
1922 zog Halldóra zurück nach Reykjavík und war in den folgenden Jahren bis 1957 im Auftrag des Althing und des Búnaðarfélag (Bauernverband) Beraterin der heimischen Industrie. Sie gab Seminare, organisierte Ausstellungen und Wettbewerbe. Für die Ausstellungen reiste sie in andere skandinavische Länder sowie in die USA und nach Großbritannien. 1917 hatte sie die Frauenzeitschrift Hlín gegründet (nach einer nordischen weiblichen Gottheit benannt), die sie 44 Jahre lang herausgab. 1940 zog sie wieder in den Norden Islands, erwarb einen kleinen Bauernhof – Móland in Glerárþorp – und gründete 1946 eine Handarbeitsschule in Svalbarð bei Eyjafjörður.
1931 wurde Halldóra als Ritterin des Falkenordens ausgezeichnet, war Ehrenmitglied des Bauernverbandes und zahlreicher weiterer Verbände, von denen sie einige selbst gegründet hatte. 1954 verkaufte sie ihren Hof Móland und zog nach Blönduós in ein Altersheim, blieb aber weiterhin per Brief mit vielen Menschen in Kontakt. Zu ihrem 105. Geburtstag gab sie den Rat: „Lesen Sie gute Bücher, sprechen Sie mit guten Menschen.“ Sie übergab ihre Sammlung aus handwerklichem Zubehör sowie Web- und Strickmustern dem Textilmuseum Heimilisiðnaðarsafnið in Blönduós, wo diese Stücke im Saal Halldórustofa ausgestellt sind, und weitere Erinnerungsstücke und Trachten dem Bauernverband. Zu ihrem Vermächtnis gehörten zudem zahlreiche von ihr verfasste Bücher und Schriften.
Halldóra starb 1981 mit 108 Jahren als zu diesem Zeitpunkt älteste Isländerin und wurde in Akureyri beerdigt. 1996 gab die isländische Post eine Briefmarke zu ihren Ehren heraus.